# Chevenoz
Chevenoz település Franciaországban, Haute-Savoie megyében. Lakosainak száma 701 fő (2022. január 1.). Chevenoz La Baume, Bernex, La Forclaz, Vacheresse és Vinzier községekkel határos.

## Népesség
A település népességének változása:
| Lakosok száma | 578  | 582  | 595  | 607  | 634  | 662  | 674  | 693  | 701  |
|               | 2013 | 2015 | 2016 | 2017 | 2018 | 2019 | 2020 | 2021 | 2022 |